# グルーチョ・マルクス
ジュリアス・ヘンリー・“グルーチョ”・マルクス（英語: Julius Henry “Groucho” Marx、1890年10月2日 - 1977年8月19日）は、アメリカの俳優・コメディアン・作家。Marxの英語としての発音をカタカナで表記すれば「マークス」が近いが、日本では慣例で「マルクス」と表記されることが多い。愛称の英語の発音は「グラウチョウ」[ˈɡraʊtʃoʊ]になるが、日本では「グルーチョ」と表記されることが多い。マルクス兄弟の三男として、舞台活動を経て多くの映画に出演、その後のコメディに大きな影響を与えた。ソロ活動でも成功し、クイズ番組『You Bet Your Life』を初めとしたテレビ・ラジオ番組で活躍した。

## 来歴

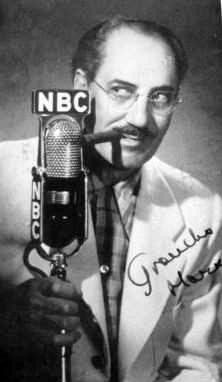
『You Bet Your Life』のホストを務める（1953年）

1890年10月2日、ニューヨークのマンハッタンで、ユダヤ系移民の家庭に生まれる。家の貧しさのため12歳で学校を中退し、芸人を両親に持つ母ミニーのもとで歌唱などの訓練を積む。ミニーのプロデュースによって、やがて兄のチコ、ハーポ、弟のガンモと共に歌手グループ「ザ・フォー・ナイチンゲールズ」としてヴォードヴィルの舞台に立つようになり、アメリカ各地で公演を行う。次第に兄弟はみずからの喜劇の才能に目覚めていき、音楽中心のスタイルから喜劇へとシフトしていく。演技を続けるなか、第一次世界大戦が勃発し反ドイツ感情が高まったため、それまで演じてきたドイツ的なキャラクターを捨て、トレードマークである早口でまくしたてる人物像を創り出した。
やがて第一次世界大戦に弟のガンモが徴兵され、代わりに末っ子のゼッポが加わった4人体制の「マルクス兄弟」が生まれた。兄弟はブロードウェイで3つのヒット作を演じたのち、1929年にパラマウントに招かれ映画製作に乗り出す。パラマウントで5作品を制作したのちゼッポは俳優活動を離れ、グルーチョはチコ、ハーポとの3人体制で1935年からMGMで5作品を制作した。大ヒットした1935年公開作『オペラは踊る』の際には、兄弟の過剰なアドリブとふざけた態度に業を煮やした監督のサム・ウッドが「粘土細工に演技はできない」と嫌味を言ったのに対し、グルーチョが「木（ウッド）にも監督はできない」と返したというエピソードが残っている。兄弟の映画制作は1949年まで続いた。
兄弟としての活動が終わったのち、喋りの才能が卓越していたグルーチョは、ラジオ番組やテレビ番組のホストとしての活躍を始めた。特にラジオ番組として1947年に始まり、テレビ番組として1950年から11年間続いたクイズ番組『You Bet Your Life』では、番組の顔として人気を博した。また、自伝『Groucho and Me』（1959年）を初めとした多くの著作も残している。その後もテレビやラジオにコンスタントに出演を続けたが、1970年代に入ると体調を崩しがちになり、1977年8月19日、ロサンゼルスにおいて肺炎で死去した。晩年の1974年には、第46回アカデミー賞において、マルクス兄弟の功績を称えるため、存命のグルーチョにアカデミー名誉賞が授与されている。

## キャラクター
「グルーチョ」という芸名の由来にはいくつかの説明が存在する。最も一般的なものは、グルーチョがいつも不機嫌であったことから、「ブツブツ文句を言う」ことを意味する「Grouch」の名が与えられたというものである。しかし、ハーポの伝記のなかでは、旅行者などが貴重品を隠すための財布「グラウチ・バッグ」に由来していると語られているほか、グルーチョ自身はコミック・ストリップ『Knocko the Monk』にちなんでいると述べている。
現在もグルーチョ眼鏡によって知られているように、眼鏡や口ひげといったグルーチョのトレードマークは観客に強い印象を残した。墨で太く口ひげと眉毛を描くメーキャップは、手間の掛かる付けひげの代わりとして、自然とヴォードヴィルで用いるようになった手法である。のちにテレビ出演が増えた頃には、メイクではなく本物の髭を伸ばしている。そのほか、上半身を前に大きく倒したオーバーな歩き方も特徴の一つに数えられる。芸風はナンセンスなジョークを間断なく語り続けるというもので、グルーチョの頭の回転の速さが遺憾なく発揮されており、このスタイルはのちのコメディアンに大きな影響を与えた。

## 主な出演作品

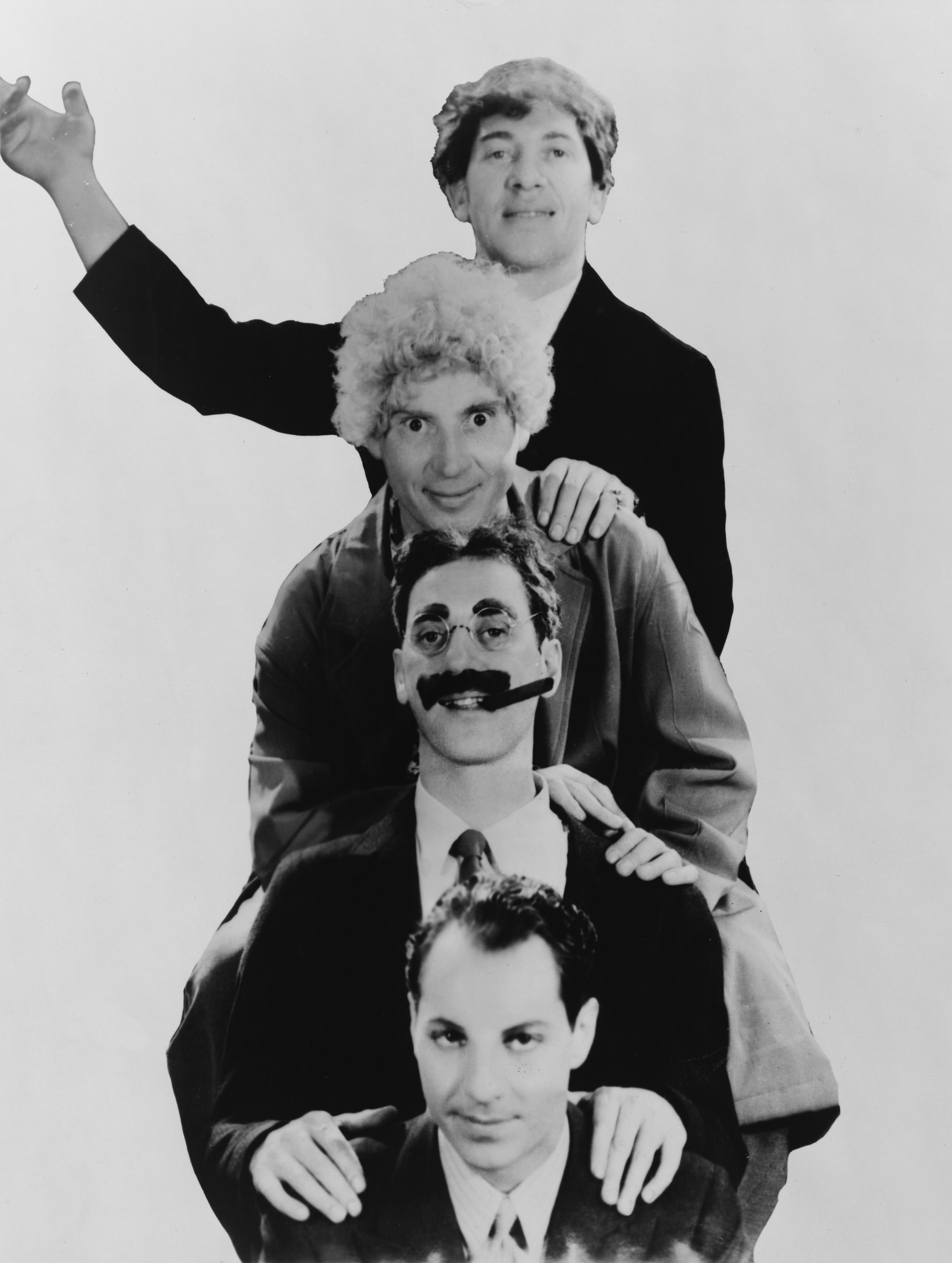
1931年のマルクス兄弟。上からチコ、ハーポ、グルーチョ、ゼッポ

- ココナッツ The Cocoanuts（1929年）
- けだもの組合 Animal Crackers（1930年）
- いんちき商売 Monkey Business（1931年）
- 御冗談でショ Horse Feathers（1932年）
- 我輩はカモである Duck Soup（1933年）
- オペラは踊る A Night at the Opera（1935年）
- マルクス一番乗り A Day at the Races（1937年）
- ルーム・サーヴィス Room Service（1938年）
- マルクス兄弟珍サーカス At the Circus（1939年）
- マルクスの二挺拳銃 Go West（1940年）
- マルクス兄弟デパート騒動 The Big Store（1941年）
- マルクス捕物帖 A Night In Casablanca（1946年）
- 悩まし女王 Copacabana（1947年）
- ラヴ・ハッピー Love Happy（1949年）
- ダブル・ダイナマイト Double Dynamite（1951年）
- マルクスの競馬騒動 A Girl in Every Port（1952年）
- ミカド（1960年） - テレビ番組「The Bell Telephone Hour」で放映されたもので、グルーチョはココを演じた[2]。
- Skidoo（1968年）
- Doncella cigarのコマーシャル（リチャード・レスターの監督による）[3]（時期未詳）